# Jamesia globifera
Jamesia globifera är en skalbaggsart som först beskrevs av Fabricius 1801. Jamesia globifera ingår i släktet Jamesia och familjen långhorningar.
Artens utbredningsområde är:
- Costa Rica.
- Guyana.
- Nicaragua.
- Panama.
- Surinam.
- Venezuela.

Inga underarter finns listade i Catalogue of Life.